# Liste des personnages de La Quête de l'oiseau du temps
 (décembre 2021).
Cette page présente la Liste des principaux personnages de la saga La Quête de l'oiseau du temps, créée par Serge Le Tendre et Régis Loisel. 

## Chevalier Bragon

### Rôle dans la série
Dans le tome 1 de la série, le chevalier Bragon, qui coule des jours paisibles de retraité dans sa ferme, reçoit la visite de Pélisse, la fille de son ancienne compagne Mara (et donc peut être sa fille), qui lui porte un message de la plus haute importance : on lui demande de retrouver la conque dans laquelle le dieu maudit Ramor est enfermé, afin qu'elle puisse renouveler l'enchantement qui arrive bientôt à sa fin.  Bragon et Pélisse partent aussitôt à la recherche de la Conque, suivis par un Inconnu qui les aidera dans leur quête.
Le parcours du chevalier Bragon sera long : depuis les hauts-plateaux du Médir où le vieil homme a trouvé refuge jusqu’au  territoire du Rige, où il devra affronter son véritable ennemi... qui sera peut-être lui-même ou son affection pour Pélisse.

### Personnalité et caractère du chevalier
Bragon est l’exemple du héros accompli, celui dont les exploits résonnent encore et que l’on prend pour modèle, même s'il appartient à une époque aujourd’hui disparue.
Il incarne un idéal moderne d’indépendance, de libre-arbitre et de courage.
Contrairement à ses compagnons de route Pélisse et l'inconnu, le chevalier se distingue par son statut et sa grande maturité : lorsque sa quête commence, sa fille l’a déjà présenté comme « légendaire ».
Néanmoins, comme le dit le Gardien du Nid dans le tome 4, il est le plus fragile des compagnons, que guette la folie.

## Mara

### Évolution du personnage
Dans la première époque (« la Quête ») / première tétralogie, elle est la princesse-sorcière de la « Marche des voiles d'écume » et envoie sa fille Pélisse rencontrer son ancien amant le Chevalier Bragon afin que ce dernier trouve l'Oiseau du temps, ce qui permettra à Mara de prononcer les incantations permettant d'enchaîner le dieu maudit Ramor à la conque dans laquelle il est emprisonné.
Le lecteur ne verra Mara, dans les trois premiers tomes, que de manière épisodique, voire furtive, même s'il est fait souvent allusion à elle, puisque la Quête a été entreprise sur son injonction pressante.
C'est une vieille femme à la beauté fanée, et au caractère affirmé mais sec.
La fin du tome 4 apporte des révélations inattendues sur le sens réel de la Quête de l'Oiseau du temps.  Elle répond à une question de Bragon sur le point de savoir qui est le père de Pélisse.  La réponse qu'elle donne au vieux chevalier le désespère puisqu'il résulte de ses explications que Pélisse est destinée à mourir.
Mara elle-même meurt à la fin du 4e tome, tuée par le Gardien du Nid.
Dans la deuxième époque (« avant la Quête ») : les tomes 5 à 8 de la saga concernent les événements ayant eu lieu 35 à 40 ans avant ceux décrits dans les tomes 1 à 4.
On retrouve donc Chevalier Bragon et Mara, mais âgés d'environ 18 ans.
Mara est la fille du prince-sorcier de la « Marche des voiles d'écume », tandis que Bragon est un jeune homme sans attaches qui rêve d'aventures, de gloire et d'exploits.
Dans le tome 5, intitulé L'Ami Javin, la jeune Mara est sauvée d'une mort atroce par Bragon. Ce dernier tombe amoureux d'elle et souhaite devenir chevalier pour la « mériter ».  Mara pour sa part n'est pas insensible à ses charmes et à sa valeur, et l'incite à partir avec son cousin Morange à la chasse au Borak afin de confectionner un Fouet ardent.
Dans les tomes 6 et 7, leur profonde affection se transforme en amour passionné.

### Remarques
- On notera la ressemblance physique frappante entre Mara jeune et Pélisse : celle-ci est vraiment la fille de sa mère !
- Dans la mesure où 40 années séparent l'action des deux tétralogies, il est normal que la Mara âgée n'ait plus le même caractère ni les mêmes ambitions que la Mara jeune.  Elle profite de l'amour de Bragon pour l'utiliser, sans avoir la moindre affection à son égard.
- En définitive, si Mara, au cours de la seconde tétralogie, est décrite comme une héroïne particulièrement jolie, courageuse et attachante (à l'instar de Pélisse), elle est décrite dans la première tétralogie comme une femme aigrie, ambitieuse et sans affect.

## Le Rige
Le Rige est un personnage de fiction, l'un des personnages secondaires de la saga ; c'est également le titre du troisième volume de cette saga
Dans la série de bandes-dessinées La Quête de l'oiseau du temps, le Rige apparait trois fois : une fois dans le premier cycle au tome 3 et deux fois dans le deuxième cycle, tome 3 et 4.
Dans le premier cycle en quatre tomes 1, le Rige apparaît au tome 3. Ce cycle décrit l'épopée de Bragon, de Pélisse et d'autres compagnons de route pour récupérer la conque de Ramor et l'œuf de l'oiseau du temps. Ces quêtes sont réalisées pour empêcher le retour du dieu maléfique Ramor sur la Terre d'Akbar. Pour atteindre l'œuf de l'oiseau du temps, Bragon, Pélisse, Bulrog et l'inconnu doivent traverser le territoire du Rige, un chasseur qui va prendre la petite équipe pour proie. On apprend que le Rige était le maître d'armes du chevalier Bragon. 
Au terme de cet épisode, Bragon et le Rige se font face. Armés chacun d'une hache (celle de Bragon est la Faucheuse qui appartenait autrefois au Rige), ils combattent en duel et le Rige trouve la mort.
Dans le second cycle, le Rige apparaît dans les tomes 6 et 7. Ce cycle décrit la jeunesse et l'initiation de Bragon et de la princesse-sorcière Mara. Certains personnages secondaires du premier cycle y apparaissent. Dans le tome 6, Bragon est poussé à suivre son rêve de devenir chevalier et se met en quête du plus grand maître d'armes, le Rige. Au terme de cet épisode, Bragon est censé avoir suffisamment prouvé sa valeur au combat pour être digne de rencontrer le Rige. Dans le tome 7, Bragon le rencontre enfin. Après de nombreux jours d'attente à l'entrée du territoire du Rige, accompagnés de nombreux autres hommes espérant eux aussi devenir son élève, Devel arrive au village, annonce qu'il a l'intention de tuer le Rige et se met en route, après avoir volé sa hache. Bragon le poursuit alors avec l'aide de tous les autres hommes et le combat. Le Rige fait son apparition, achève Devel et prend soin de Bragon, blessé au bras. À la fin du tome 7, le Rige annonce à Bragon qu'il accepte de le prendre pour élève.
Le Rige n'a pour seule occupation que la chasse. Il ne vit que pour et par elle. Ses journées sont rythmées par ses traques avec ses trois fidèles serviteurs. Sangliers, rhinocéros, rien ne peut lui échapper. Toutes ces féroces bêtes trouvent la mort sur sa terrifiante hache (similaire à la Faucheuse du Chevalier Bragon).
Le Rige pratique également la chasse à l'homme. Nombreux sont ceux qui ont relevé le défi, ils ont tous péri. Ceux qui rentrent sur le territoire du Rige n'en ressortent jamais. Le seul groupe de personnes qui a réussi à échapper à sa traque est la compagnie du chevalier Bragon.
Le Rige est un personnage froid et dépassionné, ne trouvant d'honneur que dans le combat. Il fait partie des personnages les plus puissants d'Akbar mais contrairement aux autres, semble se désintéresser du sort du monde.
La seule trace d'humanité du personnage apparaît quand il se fait tuer par Bragon et qu'il remercie son élève de lui avoir donné une mort digne d'un combattant.

### Chevalier Bragon
- Présentation de la Quête de l'Oiseau du Temps et du Chevalier Bragon sur un webzine
- Sur un autre wezine plus succinct

### Mara
- de la Quête de l'Oiseau du Temps, de Mara et du Chevalier Bragon sur un webzine
- Sur un autre webzine
- Sur un autre webzine plus succinct

### Le Rige
- Présentation de la Quête de l'Oiseau du Temps et du Rige sur un webzine